# Giorgi Papunaschwili
Giorgi Papunaschwili (georgisch გიორგი პაპუნაშვილი; * 2. September 1995 in Tiflis; FIFA-Schreibweise laut englischer Transkription Giorgi Papunashvili) ist ein georgischer Fußballspieler. Der Mittelfeldspieler steht momentan bei Zirə FK unter Vertrag.

## Karriere

### Verein
Papunaschwili sammelte schon in jungen Jahren Erfahrungen in der Umaghlessi Liga, der höchsten georgischen Liga. In der Saison 2013/14 gewann er mit dem Verein das Double aus Pokal und Meisterschaft. In der Spielzeit 2014/15 trug er mit 14 Toren entscheidend dazu bei, dass das Team die Europa-League-Qualifikation erreichen konnte, zudem gewann er mit ihm erneut den Pokal. Seine Leistungen blieben auch ausländischen Talentsichtern nicht verborgen und so wurde er am 27. Juli 2015 für ein Jahr mit anschließender Kaufoption von der U-23-Mannschaft von Werder Bremen ausgeliehen.
Im Juni 2017 unterschrieb Papunaschwili einen Vierjahresvertrag bei Real Saragossa. Er gab sein Debüt für den spanischen Klub am 28. August gegen Granada CF, als er für Oliver Buff eingewechselt wurde. Am 12. Januar 2020 wechselte Papunaschwili auf Leihbasis zum Zweitligisten Racing Santander bis zum Ende der Saison.
Am 24. Dezember 2020 gab Zaragoza den Wechsel von Papunaschwili zum zypriotischen Klub Apollon Limassol bekannt. Im Januar 2022 kehrte er in die Erovnuli Liga zurück und schloss sich FC Torpedo Kutaissi an. Nach sechs Monaten wechselte Papunaschwili zum serbischen Klub FK Radnički Niš. Im März 2023 unterschrieb er bei Samtredia, und vier Monate später bei FC Telawi. Nachdem er ein Ligaspiel für Telawi bestritten hatte, unterschrieb Papunaschwili einen Vertrag beim Verein PFK Kəpəz aus der Premyer Liqası. 2024 unterzeichnete Papunaschwili einen Vertrag mit dem Ligakonkurrenten Zirə FK.

### Nationalmannschaft
Nachdem der junge Offensivspieler bereits in mehreren Juniorennationalteams zum Einsatz gekommen war, feierte er am 3. Juni 2014 gegen Gibraltar sein A-Länderspieldebüt.

## Erfolge
Dinamo Tiflis
- Georgischer Meister: 2014
- Georgischer Supercupsieger: 2014
- Georgischer Pokalsieger: 2014, 2015